# Gerhard Herzberg
Gerhard Herzberg (ur. 25 grudnia 1904 w Hamburgu, zm. 3 marca 1999 w Ottawie) – kanadyjski fizyk i chemik pochodzenia niemieckiego, laureat Nagrody Nobla 1971 w dziedzinie chemii.

## Życiorys
Doktorat obronił w Instytucie Technologicznym w Darmstadt, następnie pracował na Uniwersytecie w Getyndze i Uniwersytecie w Bristolu (Wielka Brytania). W 1935 wyjechał na stałe z Niemiec do Kanady. W latach 1935–1945 był profesorem Uniwersytetu Saskatchewan w Saskatoon, przez kolejne cztery lata pracował w USA (Yerkes Observatory przy Uniwersytecie Chicagowskim). W latach 1949–1969 był związany z Kanadyjską Radą Naukową w Ottawie. Był m.in. członkiem londyńskiego Royal Society (od 1951) oraz członkiem (od 1939) i prezesem (1966–1967) Kanadyjskiego Towarzystwa Królewskiego.
Prowadził badania z zakresu spektroskopii molekularnej i mechaniki kwantowej. Zbadał widmo gazu międzygwiezdnego. Nagrodę Nobla otrzymał za prace nad elektronową strukturą i geometrią cząsteczek.
Opublikował m.in. Molecular Spectra and Molecular Structure (trzy tomy, 1939-1966). Został uhonorowany Orderem Kanady (1968), Medalem Faradaya i Medalem Królewskim Royal Society.